# Ministerio Federal de Asuntos Exteriores (Alemania)
La Administración para Asuntos Exteriores o Ministerio Federal de Asuntos Exteriores (en alemán: Auswärtiges Amt —comúnmente Außenamt— o Bundesministerium des Auswärtigen respectivamente) es el Ministerio de Relaciones Exteriores de la Alemania. Tiene su sede en Berlín. Desde 2025, está dirigido por el actual ministro de Asuntos Exteriores, Johann Wadephul.